# Хансен, Поуль
Поуль Хенрик Педер Хансен (дат. Poul Henrik Peder Hansen; 20 октября 1881, Уберруд, Оденсе, Дания — 29 октября 1948, Орхус , Дания) — датский борец греко-римского и вольного стилей, серебряный призёр Олимпийских игр.  

## Биография
В 1919 году победил на чемпионате Северных стран. 
На Летних Олимпийских играх 1920 года в Антверпене боролся в весовой категории свыше 82 килограммов (тяжёлый вес). Схватка по регламенту турнира продолжалась два раунда по 10 минут, и если никто из борцов в течение этих раундов не тушировал соперника, назначался дополнительный раунд, продолжительностью 20 минут, и после него (или во время него) победа присуждалась по решению судей. В отдельных случаях для выявления победителя мог быть назначен ещё один дополнительный раунд, продолжительностью 10 минут. Однако после первого дня соревнований организаторы пришли к выводу, что при такой системе они не успеют провести соревнования, и время схватки сократили до одного 10-минутного раунда, в котором победить можно было только на туше и 15-минутного дополнительного раунда, после которого победа отдавалась по решению судей. В тяжёлом весе борьбу за медали вели 19 спортсменов. Турнир проводился по системе с выбыванием после поражения; выигравшие во всех схватках проводили свой турнир за первое место, проигравшие чемпиону разыгрывали в своём турнире второе место, проигравшие проигравшим чемпиону разыгрывали в своём турнире третье место. 
Поуль Хансен в четвертьфинале был побеждён будущим чемпионом Адольфом Линдфорсом и перешёл в турнир борцов за второе место, в котором победил и завоевал «серебро» олимпийских игр. 
| Выступление на Олимпийских играх 1920 года | Выступление на Олимпийских играх 1920 года | Выступление на Олимпийских играх 1920 года | Выступление на Олимпийских играх 1920 года | Выступление на Олимпийских играх 1920 года | Выступление на Олимпийских играх 1920 года | Выступление на Олимпийских играх 1920 года |
| Круг                                       | Соперник                                   | Страна                                     | Результат                                  | Баллы                                      | Всего баллов                               | Время схватки                              |
| ------------------------------------------ | ------------------------------------------ | ------------------------------------------ | ------------------------------------------ | ------------------------------------------ | ------------------------------------------ | ------------------------------------------ |
| 2                                          | Александр Уэйанд                           | Соединённые Штаты Америки                  | Победа Туше                                |                                            |                                            | 2:27                                       |
| ¼                                          | Мартти Ниеминен                            | Финляндия                                  | Победа Туше                                |                                            |                                            | 1:46                                       |
| ½                                          | Адольф Линдфорс                            | Швеция                                     | Поражение Туше                             |                                            |                                            | 7:17                                       |
| ¼ за второе место                          | Эдмонд Даме                                | Франция                                    | Победа                                     |                                            |                                            |                                            |
| ½ за второе место                          | Андре Гасилья                              | Франция                                    | Победа                                     |                                            |                                            |                                            |
| Финал за второе место                      | Эдвард Уилки                               | Соединённые Штаты Америки                  | Победа Туше                                |                                            |                                            | 1:45                                       |

На Летних Олимпийских играх 1924 года в Париже выступал в соревнованиях как по греко-римской, так и по вольной борьбе
В греко-римской борьбе боролся в весовой категории свыше 82 килограммов (тяжёлый вес). Соревнования проводились по системе с выбыванием после двух поражений и в них участвовали 17 борцов. Места определялись по количеству побед. Продолжительность схватки была ограничена 20 минутами; в случае, если победитель не был выявлен, назначался шестиминутный овертайм борьбы в партере.
Поуль Хансен в трёх встречах потерпел два поражения (в первой был побеждён будущим чемпионом Анри Дегланом) и выбыл из турнира. 
| Выступление на Олимпийских играх 1924 года (GR) | Выступление на Олимпийских играх 1924 года (GR) | Выступление на Олимпийских играх 1924 года (GR) | Выступление на Олимпийских играх 1924 года (GR) | Выступление на Олимпийских играх 1924 года (GR) | Выступление на Олимпийских играх 1924 года (GR) | Выступление на Олимпийских играх 1924 года (GR) |
| Круг                                            | Соперник                                        | Страна                                          | Результат                                       | Баллы                                           | Всего баллов                                    | Время схватки                                   |
| ----------------------------------------------- | ----------------------------------------------- | ----------------------------------------------- | ----------------------------------------------- | ----------------------------------------------- | ----------------------------------------------- | ----------------------------------------------- |
| 1                                               | Анри Деглан                                     | Франция                                         | Поражение По очкам                              |                                                 |                                                 | 20:00                                           |
| 2                                               | Ян Синт                                         | Нидерланды                                      | Победа Туше                                     |                                                 |                                                 | 15:00                                           |
| 3                                               | Эрнст Нильссон                                  | Швеция                                          | Поражение По очкам                              |                                                 |                                                 | 20:00                                           |

В вольной борьбе боролся в весовой категории до 87 килограммов (полутяжёлый вес). В вольной борьбе турнир проводился по системе с выбыванием после поражения но с учётом так называемой системы Бергвалла; выигравшие во всех схватках проводили свой турнир за первое место, проигравшие чемпиону разыгрывали в своём турнире второе место, проигравшие проигравшим чемпиону разыгрывали в своём турнире третье место.  Продолжительность схватки была ограничена 20 минутами; в случае, если победитель не был выявлен, назначался шестиминутный овертайм борьбы в партере. В соревнованиях принимали участие 15 борцов. 
Поуль Хансен во второй встрече потерпел поражение от Шарля Курана и переместился в сетку турнира за второе место. Куран в дальнейшем проиграл в полуфинале будущему серебряному призёру Рудольфу Свенссону и Хансен переместился в турнир за третье место. Когда Свенссон проиграл в финале, Хансен из турнира выбыл. 
| Выступление на Олимпийских играх 1924 года (LL) | Выступление на Олимпийских играх 1924 года (LL) | Выступление на Олимпийских играх 1924 года (LL) | Выступление на Олимпийских играх 1924 года (LL) | Выступление на Олимпийских играх 1924 года (LL) | Выступление на Олимпийских играх 1924 года (LL) | Выступление на Олимпийских играх 1924 года (LL) |
| Круг                                            | Соперник                                        | Страна                                          | Результат                                       | Баллы                                           | Всего баллов                                    | Время схватки                                   |
| ----------------------------------------------- | ----------------------------------------------- | ----------------------------------------------- | ----------------------------------------------- | ----------------------------------------------- | ----------------------------------------------- | ----------------------------------------------- |
| 1                                               | Фриц Рот                                        | Швейцария                                       | Победа По очкам                                 |                                                 |                                                 | 20:00                                           |
| ¼                                               | Шарль Куран                                     | Швейцария                                       | Поражение По очкам                              |                                                 |                                                 | 15:00                                           |

Умер в 1948 году.